# Sân bay quốc tế Kuching
Sân bay Quốc tế Kuching Kuching International Airport (IATA: KCH, ICAO: WBGG) (KIA) (Malay: Lapangan Terbang Antarabangsa Kuching) (tiếng Quan Thoại)：古晋国际机场)    (tiếng Nhật: クチン国際空港)là sân bay của thành phố Kuching, Malaysia. Đây là sân bay quốc tế chính của Sarawak, cách Kuching 22 km. Đây cũng là căn cứ không quân của Không lực Hoàng gia Malaysia. Nhà ga mới được xây dựng có năng lực phục vụ 5 triệu khách/năm. Năm 2005, sân bay này phục vụ 3,35 triệu khách với 39.430 chuyến bay, thông qua 28.406 tấn hàng.

## Các hãng hàng không
- AirAsia| Bintulu Johor Bharu Kota Kinabalu Kuala Lumpur Miri Sibu
- FlyAsianXpress Mukah
- Batavia Air Jakarta,Pontianak
- Hornbill Skyways Regional
- Malaysia Airlines Bintulu,Quảng Châu, Hồng Kông,Johor Bahru,Kota Kinabalu,Kuala Lumpur,Miri,Sibu,Singapore
- Singapore Airlines
  - Silk Air Singapore
- Xiamen Airlines Hạ Môn

## Cargo Airlines
- DHL (Cargo)
- Transmile Air Services (hàng hóa)

## Các hãng đã từng hoạt động
- Royal Brunei Airlines - Ngưng do khủng hoảng tài chính
- Singapore Airlines - do hãng Silk Air phục vụ các chuyến bay đến Singapore
- Dragonair
- Merpati Nusantara Airlines

## Các sự kiện hiện tại
- Sân bay đang được nâng cấp và dự kiến hoàn thành trong năm 2007/2008. Tuy nhiên, công tác nâng cấp nhà ga đã hoàn thành trước thời hạn 15 tháng và đã được khánh thành bởi Thủ tướng  Malaysia Datuk Seri Abdullah Ahmad Badawi ngày 17/4/2006.
- Air Asia đang dự kiến thêm chuyến bay từ sân bay này đến: Jakarta, Bangkok và Perth.